# Келдыш (лунный кратер)
Келдыш (лат. Keldysh) — четко выраженный в рельефе ударный кратер в северо-восточной части видимой стороны Луны на восточной границе Моря Холода. От кратера расходится система светлых лучей, что делает его примечательным объектом лунной поверхности. Название дано в честь советского математика и механика, президента АН СССР, Мстислав Всеволодовича Келдыша и утверждено Международным астрономическим союзом в 1982 г. Образование кратера относится к позднеимбрийскому периоду.

## Описание кратера

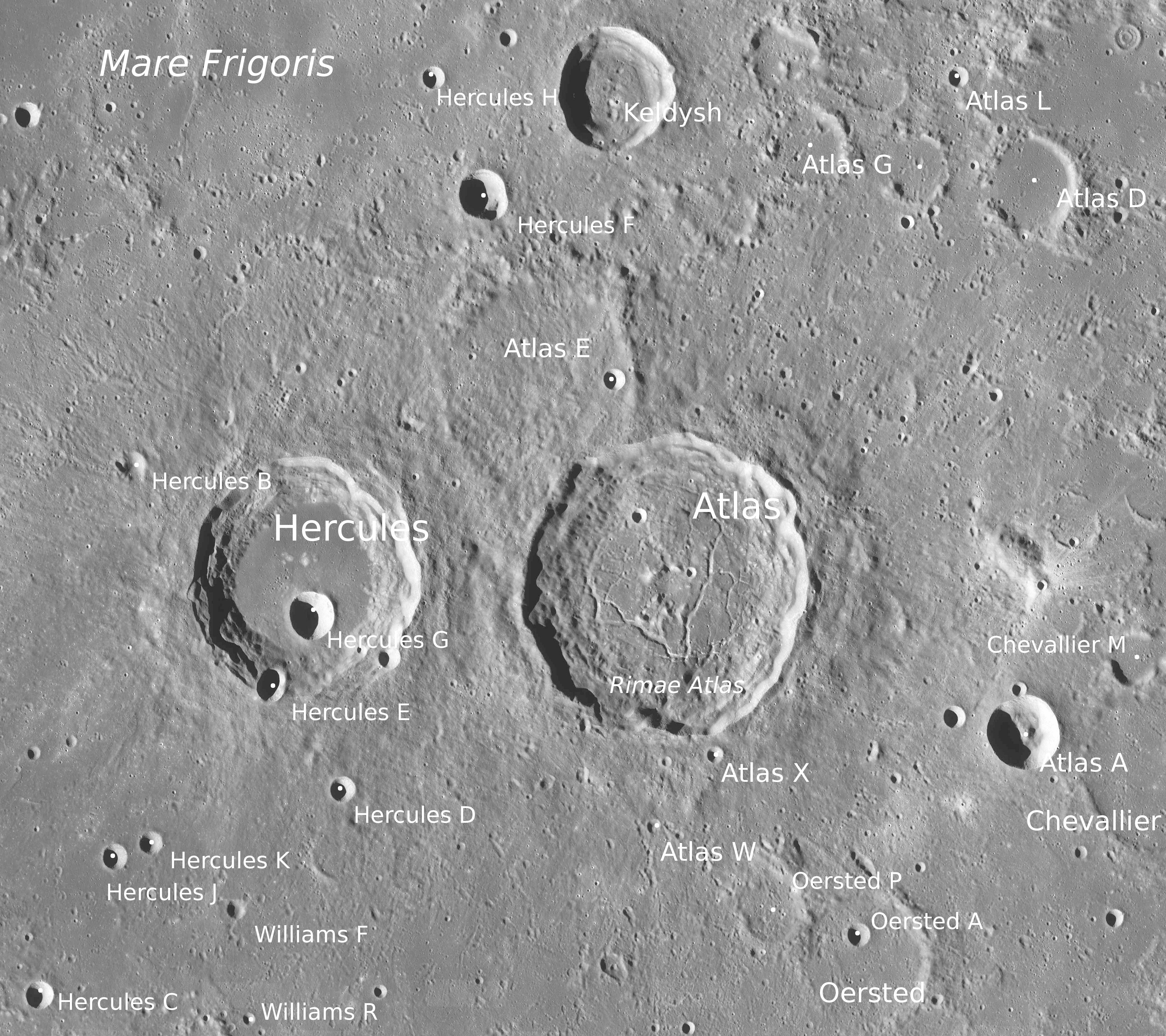
Окрестности кратера Келдыш. Снимок зонда Lunar Reconnaissance Orbiter.

На юге от кратера расположены кратеры Геркулес и Атлас, на северо-востоке — кратер Эндимион. 

Селенографические координаты центра кратера 51°14′ с. ш. 43°39′ в. д. / 51,23° с. ш. 43,65° в. д., диаметр 32,8 км, глубина 2,72 км.

Кратер имеет правильную циркулярную форму с небольшим выступом в восточной части, окружён четко выраженным в рельефе валом. Относительная высота вала над окружающей местностью составляет 950 м. Внутренний склон вала гладкий, дно кратера плоское. Объем кратера составляет приблизительно 770 км³.. 
До присвоения собственного названия в 1982 г. кратер Келдыш именовался сателлитным кратером Геркулес А.

## Сателлитные кратеры
Отсутствуют.